# Стратегическое командование Вооружённых сил США
Стратегическое командование Вооружённых сил США (англ. United States Strategic Command, USSTRATCOM) — единое командование в составе Министерства обороны США, основанное в 1992 году взамен упразднённого Стратегического командования ВВС. 
Стратегическое командование объединяет стратегические ядерные силы, силы ПРО и космические силы. Стратегическое командование было сформировано с целью усиления централизации управления процессом планирования и боевого применения стратегических наступательных вооружений, повышения гибкости управления ими в различных условиях военно-стратегической обстановки в мире, а также улучшения взаимодействия между компонентами стратегической триады.

## История
Стратегическое командование было создано указом президента США Джорджа Буша 1 июня 1992 года. Его функции во многом повторяли функции упразднённого в тот же день Стратегического командования ВВС США, но его структура и роль отражала изменившиеся геополитические реалии. С его созданием впервые в американской военной истории планирование, определение целей и боевое применение ядерного оружия было сосредоточено в руках одного боевого командующего, при этом вопросы тренировки и обучения личного состава и технического обеспечения остались в ведении ВВС и Военно-морских сил США.
26 июня 2002 года началось включение Космического командования в структуру Стратегического командования, завершившееся 1 октября. Таким образом в ведении STRATCOM оказался контроль околоземного пространства. 10 июня 2003 года указом президента к обязанностям Стратегического командования были также отнесены: обеспечение быстрого глобального удара, интеграция сил и средств ПРО, обеспечение информационных операций Министерства обороны, оперативное и тактическое управление, связь, разведка. В 2005 году, однако, оперативное и тактическое управление было выведено из ведения командования.
1 ноября 2021 г. стратегическое командование ВС США объявило о начале ежегодных командно-штабных учений «Глобал Тандер-22». Сообщается, что в рамках данных учений проводится проверка боеготовности ядерных сил США.

## Организационно-штатная структура

### Функциональные компоненты
- Командующий объединённым компонентом воздушных сил (Joint Force Air Component Commander (JFACC))
- Командующий объединённым компонентом морских сил (Joint Forces Maritime Component Commander (STRATCOM) (JFMCC))
- Командующий объединённым компонентом космических сил (Joint Force Space Component Command (JFSCC)
- Объединённое функциональное командование для интегрированной противоракетной обороны (Joint Functional Component Command for Integrated Missile Defense (JFCC-IMD))
- Объединённый аналитический центр (Joint Warfare Analysis Center (JWAC))
- Центр по борьбе с оружием массового поражения (SCC-WMD)

### Подчинённые командования видов и родов войск
- Командование глобальных ударов ВВС США
- Космические силы США
- Командование космической и противоракетной обороны Армии США
- Командование стратегических сил КМП США
- Командование сил флота США

### Оперативные группы
- Оперативная группа-294: самолёты-топливозаправщики
- Воздушная связь: самолёты связи и управления E-6
- Объединённая оперативная группа по глобальным сетевым операциям
- Ракетные подводные крейсера стратегического назначения
- Стратегические бомбардировщики-ракетоносцы и самолёты разведки
- Межконтинентальные баллистические ракеты

## Командный пункт
Командный пункт Стратегического командования находится на авиабазе Оффатт в штате Небраска. Он расположен на глубине 15 метров, имеет два этажа, общей площадью около 1,5 тысяч кв.м; оборудован защитой от действия электромагнитного импульса ядерного взрыва. Там работает 1000 человек, из них 800 могут находиться на командном пункте в режиме его полной автономности в течение двух недель. Система оповещения по тревоге (Primary Alerting System) может обеспечить одновременно 200 телефонных переговоров с абонентами по всему миру, включая пункты управления пуском шахтных ракет (ICBM LCCs). У командного пункта имеется прямая связь с Президентом США, Комитетом начальников штабов, Национальным военным командным центром в здании Пентагона.
Также у Стратегического командования есть и воздушный командный пункт, обеспечивающий управление ядерными силами США в случае выхода из строя наземного управления. До 1 октября 1998 года в качестве него использовался специальный самолет EC-135 Looking Glass («Зеркало», что означало зеркальное отражение функций подземного командного пункта). Таких самолетов было несколько, один из них все время находился на дежурстве в воздухе, дублируя подземный командный пункт Стратегического командования. 24 июля 1990 года такое постоянное дежурство в воздухе было прекращено. Затем EC-135 заменили на E-6.